# Willem Brocades
Willem Brocades (IJhorst, 22 september 1778 - Meppel, 11 september 1849) was een Nederlands chemicus en industrieel.
Hij was de zoon van de predikant Johannes Wilhelmus Brocades en de Meppelse burgemeestersdochter Johanna Hagedoorn. Op 6 mei 1804 trouwde hij met Maria Kniphorst en, na haar dood, op 19 januari 1820 met Rensjen de Jonge. Uit het eerste huwelijk kwamen twee zoons en drie dochters voort, uit het tweede huwelijk nog een dochter.
Willem behaalde op 26 maart 1801 zijn apothekersdiploma en begon een apotheek in het voormalig burgemeestershuis aan de Woldstraat te Meppel. Daar vervaardigde hij diverse geneesmiddelen zoals extracten en later ook preparaten als strychnine, kinine en dergelijke. Deze werden verkocht aan apothekers in de omgeving.
Op deze wijze bouwde Willem Brocades een farmaceutisch bedrijf op dat later als de firma Brocades bekend zou staan en in 1968 zou fuseren met de Koninklijke Nederlandsche Gist- en Spiritusfabriek te Delft tot Gist-Brocades.
Willem Brocades vervulde ook een aantal openbare functies, zoals van 1824-1847 bij de Provinciale Kommissie voor Geneeskundig Onderzoek en Toevoorzigt. Ook was hij gedurende 25 jaren lid van de gemeenteraad van Meppel.
Hij was bij zijn overlijden in 1849 de laatste mannelijke telg van de familie Brocades die nog in leven was, zodat toen ook deze familie in de mannelijke lijn was uitgestorven.